# Mark Brown
Pour les articles homonymes, voir Mark Brown (homonymie) et Brown.
Mark Brown (28 février 1981 - ) est un footballeur professionnel écossais, né à Motherwell.

## Biographie
Il est recruté en janvier 2007 par le Celtic FC à titre de gardien remplaçant, pour pallier le prêt de David Marshall à Norwich City en D2 anglaise. 
Auparavant, il porte les couleurs d'Inverness Caledonian Thistle FC, de Motherwell FC une saison et du Rangers FC, son club formateur avec quelques apparitions en équipe première.
Après un prêt de 4,5 mois à Kilmarnock FC, il signe en janvier 2010 en faveur d'Hibernian qui voulait déjà le transférer dès le mercato d'Eté.
Fin août 2012, il signe pour six mois à Ross County FC.

## Carrière
- 2000-2001 :  Glasgow Rangers
- 2001-2002 :  Motherwell FC
- 2002- janv. 2007 :  Inverness
- janv. 2007- fév. 2010 :  Celtic FC
  - 2009-déc. 2009 :  Kilmarnock FC (prêt)
- fév. 2010-2012 :  Hibernian FC
- depuis 2012 :  Ross County FC[2]